# دانیل نونی‌یس
دانیل نونی‌یس (انگلیسی: Daniel Núñez؛ زادهٔ ۱۲ سپتامبر ۱۹۵۸) وزنه‌بردار اهل کوبا بود.